# 더 테러
《더 테러》(영어: The Terror)는 2018년 3월 25일부터 2019년 10월 14일까지 방영된 미국의 공포 드라마이다. 2007년 댄 시먼스가 쓴 베스트셀러 소설 <더 테러(한국어판 제목 '테러호의 악몽'>를 원작으로 하고 있으며, 1845년부터 1848년까지 존 프랭클린의 북극 탐험대 실종사건이라는 실화 속 미스터리를 바탕으로 상상 속의 전개를 그려내고 있다.